# Crotalaria rubiginosa
Crotalaria rubiginosa är en ärtväxtart som beskrevs av Carl Ludwig von Willdenow. Crotalaria rubiginosa ingår i släktet sunnhampor, och familjen ärtväxter. Inga underarter finns listade i Catalogue of Life.